# Bromus tectorum
Bromus tectorum é uma espécie de planta com flor pertencente à família das poáceas e ao tipo fisionómico dos terófitos.

## Nomes comuns
Dá pelos nomes comuns: bromo ou bromo-vassoura.

## Taxonomia
A autoridade científica da espécie é L., tendo sido publicada em Species Plantarum 1: 77. 1753.

### Etimologia
- Bromus: nome genérico que deriva do grego antigo bromos, tendo entrado no latim sobre a forma de brŏmŏs, e que significa «aveia».[5]

- tectorum: epíteto latino que significa «dos telhados»[6][7]

### Citologia
Número de cromossomas do Bromus tectorum (Fam. Gramineae) e táxones infra-específicos: 2n=14

### Sinonímia
- Anisantha pontica K.Koch
- Anisantha tectorum (L.) Nevski
- Anisantha tectorum var. hirsuta (Regel) Tzvelev
- Bromus abortiflorus St.-Amans
- Bromus australis R.Br.
- Bromus avenaceus Lam.
- Bromus dumetorum Lam.
- Bromus lateripronus St.-Lag.
- Bromus longipilus Kumm. & Sendtn.
- Bromus madritensis var. caucasica Hack.
- Bromus mairei Hack. ex Hand.-Mazz.
- Bromus mairei Sennen & Mauricio
- Bromus nutans St.-Lag.
- Bromus scabriflorus Opiz
- Bromus setaceus Buckley
- Bromus sterilis Láng ex Kumm. & Sendtn.
- Festuca tectorum Jess.
- Genea tectorum (L.) Dumort.
- Schedonorus tectorum (L.) Fr.
- Zerna mairei (Hack.) Henrard
- Zerna tectorum (L.) Panz.
- Zerna tectorum (L.) Panz. ex B.D. Jacks.
- Zerna tectorum (L.) Lindm.[9][10]

## Descrição
O bromo-vassoura trata-se duma planta herbácea, gramínea, autóctone de Portugal Continental.
Tem caules, erectos ou ascendentes, que podem alcançar até cerca de meio metro de altura. No que toca às folhas, são estreitas, têm uma lígula de 2,5-4 mm, e limbo de até 14 x 0,5 cm, com margem ciliada, ao passo que as folhas inferiores têm vagem de duplo indumento, patente, de pêlos curtos com cerca de 0,5 mm e outros maiores de c. 2,5 mm.
As panículas são longas, com espiguetas unilaterais, dispostas ao dependuro, de 20-27 mm de comprimento, glabras, podendo ostentar entre 5-10 flores, entre Abril e Junho. As flores superiores de cada espigueta são geralmente estéreis.
As glumas têm escamas e nervuras de tonalidade violácea, que normalmente não chegam ao topo.

## Distribuição
Medra por larga parte da Eurásia, marcando presença, ainda, no Norte de África e nalguns dos arquipélagos da Macaronésia, denominadamente no das Canárias.

### Portugal
Trata-se de uma espécie presente no território português, nomeadamente em Portugal Continental.
Mais concretamente, pode encontrar-se em todas as zonas do Noroeste e do Nordeste, salvo o Nordeste Leonês; está ainda na Terra Fria Transmontana e na Terra Quente Transmontana; no Centro-oeste calcário e no Centro-oeste olissiponense; está presente em todas as zonas do Centro-Leste; no Centro-sul miocénico e ainda nas zonas do Sudeste setentrional e meridional.
Em termos de naturalidade é nativa da região atrás indicada.

## Ecologia
Pulula tanto em charnecas e bouças sáfaras, como em courelas agricultadas.

## Protecção
Não se encontra protegida por legislação portuguesa ou da Comunidade Europeia.

## Farmacologia
As sementes têm propriedades analgésicas tendo sido usadas, historicamente, na preparação de unguentos para ajudar no alívio das dores de peito.
A planta é tóxica para animais de pasto.